# ペイストリーブレンダー

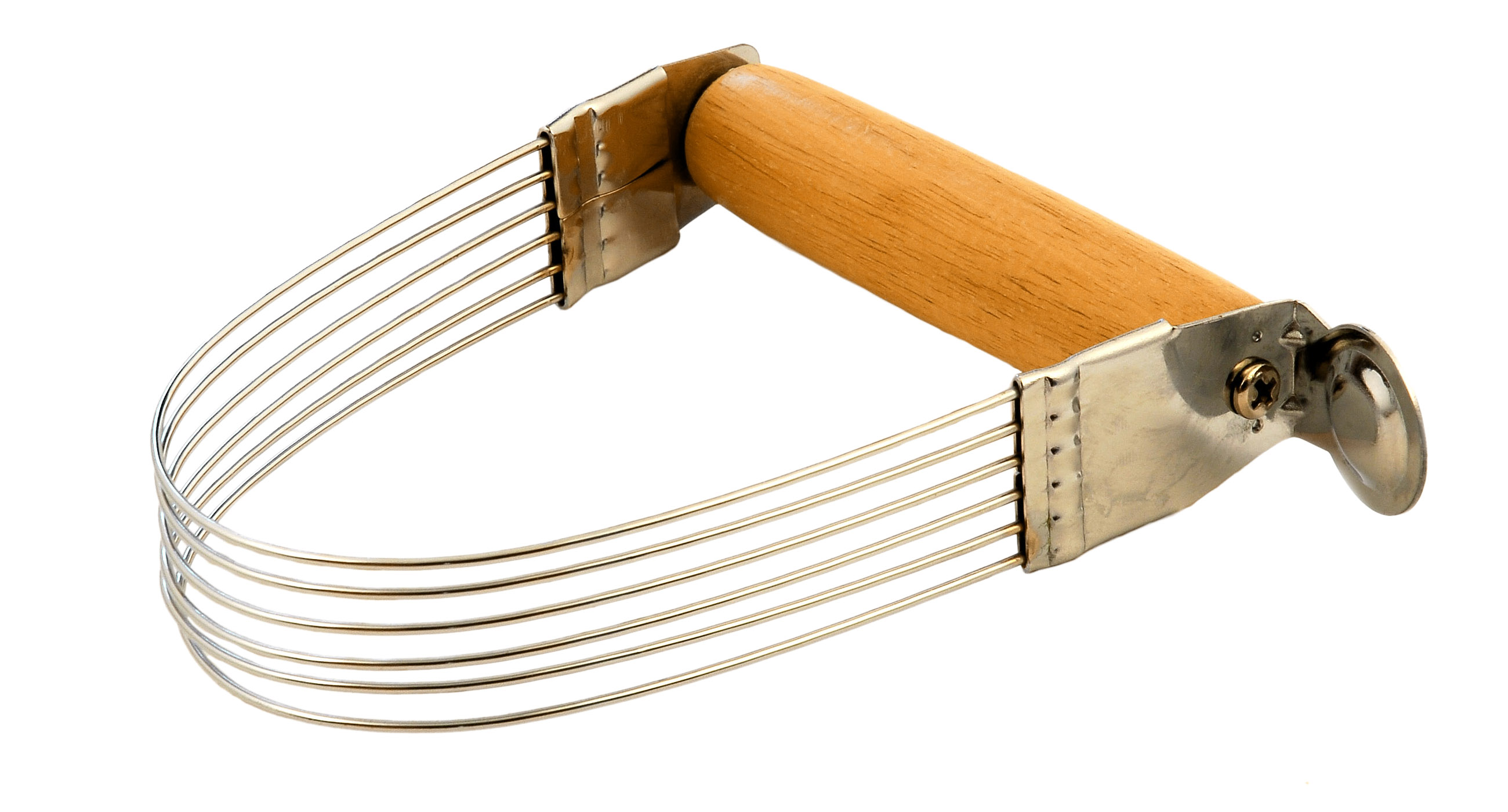
ペイストリーブレンダー

ペイストリーブレンダー（pastry blender）は、ペイストリーなどの生地を作る際に、バターなどの硬い（固形の）脂肪分と小麦粉などの穀粉を手早く混ぜるために使用する調理器具である。通常、細い金属片やワイヤーがハンドルに取り付けられており、ワイヤー部分を混ぜたいものに押し付けて使用する。また、ショートニング、バター、ラードなどの脂肪分を細かく切る目的でも使用する。